# Julian Fane (diplomate)
Julian Henry Charles Fane (10 octobre 1827 - 19 avril 1870) est un diplomate et poète britannique . Il est un apôtre de Cambridge.

## Biographie
Il est le cinquième et dernier fils de John Fane (11e comte de Westmorland), de Priscilla Anne, fille de William Wellesley-Pole, 3e comte de Mornington . Il fait ses études à Harrow et Trinity College, à Cambridge, où il est membre des « Apôtres », médaillé du chancelier en 1850 et obtient son diplôme de maîtrise en 1851. Entre 1856 et 1858, il est secrétaire de légation à Saint-Pétersbourg et premier secrétaire et Chargé d'affaires par intérim à Paris de 1865 à 1867 .
En 1852, il publie des poèmes et une traduction de Heine en 1854 .
Il épouse Adine Eliza Anne, fille de George Cowper (6e comte Cowper), en 1866. Ils ont un fils (qui n'a pas atteint l'âge adulte) et une fille, Ethel Anne Priscilla, qui épouse William Grenfell (1er baron Desborough). Adine Fane est décédée en octobre 1868, quelques mois seulement après la naissance de son fils. Fane ne lui survit que deux ans et meurt à Portman Square, Londres, le 19 avril 1870 .